# Indefatigable (lớp tàu chiến-tuần dương)
Lớp tàu chiến-tuần dương Indefatigable là lớp tàu chiến-tuần dương thứ hai của Anh Quốc, đã phục vụ cùng Hải quân Hoàng gia Anh và Hải quân Hoàng gia Australia trong Chiến tranh Thế giới thứ nhất. Thiết kế của chúng phản ảnh sự cải tiến tối thiểu so với lớp Invincible dẫn trước, gia tăng tầm xa hoạt động và cải thiện góc bắn chéo qua lườn tàu đối với các tháp pháo bên mạn giữa tàu bằng cách kéo dài lườn tàu. Giống như những chiếc tiền nhiệm, thiết kế của chúng tương tự như những thiết giáp hạm dreadnought đương thời của Anh, như là lớp Neptune, nhưng hy sinh một phần vỏ giáp bảo vệ và một tháp pháo để đổi lấy một tốc độ nhanh hơn 4 hải lý trên giờ (7,4 km/h; 4,6 mph).
Nguyên chỉ có Indefatigable là chiếc duy nhất trong lớp, nhưng sau đó còn có HMAS Australia và New Zealand được chế tạo như một phần của kế hoạch phòng thủ các thuộc địa tự trị thuộc Đế quốc Anh; theo đó mỗi lãnh thổ tự trị sẽ mua một "đơn vị hạm đội" gồm một tàu chiến-tuần dương, ba tàu tuần dương hạng nhẹ và sáu tàu khu trục. Chỉ có Australia hoàn tất đầy đủ ý tưởng này, hình thành nên Hải quân Hoàng gia Australia, còn New Zealand chỉ đồng ý cung cấp kinh phí cho một tàu chiến-tuần dương. Một thiết kế của lớp Indefatigable đã được chọn để chế tạo hai chiếc này thay vì lớp Lion vốn đang được đóng cho Hải quân Hoàng gia Anh.
Chúng trải qua phần lớn thời gian của chiến tranh tuần tra tại Bắc Hải, và tham gia hầu hết các trận chiến tại đây, cho dù chỉ có New Zealand có mặt tại Anh Quốc khi chiến tranh bắt đầu. Indefatigable lúc đó hiện diện tại Địa Trung Hải khi nó truy đuổi các tàu chiến Đức Goeben và Breslau đang tháo chạy về Thổ Nhĩ Kỳ. Australia là soái hạm của Hải quân Hoàng gia Australia tại vùng biển Australia, và đã giúp vào việc chiếm đóng các thuộc địa Đức tại Thái Bình Dương cũng như truy tìm không thành công Hải đội Đông Á Đức Quốc trước khi lên đường đi Anh vào tháng 12 năm 1914. New Zealand tham gia một số hoạt động ban đầu tại Bắc Hải, bao gồm Trận Heligoland Bight và cuộc bắn phá Scarborough bất phân thắng bại. Australia được sửa chữa sau một va chạm với tàu chị em New Zealand ngay trước Trận Jutland, nên chỉ có Indefatigable và New Zealand có mặt trong cuộc hải chiến lớn nhất Thế Chiến I này, nơi Indefatigable bị phá hủy trong một vụ nổ hầm đạn. Cả Australia và New Zealand trải qua thời gian còn lại của cuộc chiến một cách bình yên, chờ đợi sự xuất hiện tiếp theo của Hạm đội Biển khơi Đức, nhưng việc này đã bị Kaiser cấm cho đến khi chiến tranh chấm dứt. New Zealand đã đưa Đô đốc John Jellicoe trong chuyến đi đến Ấn Độ và các thuộc địa khác sau chiến tranh, trong khi Australia quay trở về nhà nơi nó trở thành soái hạm của Hải quân Hoàng gia Australia. New Zealand bị bán để tháo dỡ vào năm 1922 trong khi Australia chỉ tồn tại thêm hai năm nữa trước khi bị đánh đắm nhằm tuân thủ những điều khoản của Hiệp ước Hải quân Washington.

## Bối cảnh
Indefatigable là lớp tiếp nối cho lớp tàu chiến-tuần dương Invincible. Một số lựa chọn đã được xem xét cho Chương trình Chế tạo Hải quân 1906, bao gồm thiết kế X4 có trọng lượng choán nước 22.500 tấn Anh (22.861 t) và vỏ giáp dày 11 inch (280 mm) cùng tốc độ 25 hải lý trên giờ (46 km/h; 29 mph), nhưng đến cuối cùng chương trình chỉ bao gồm ba thiết giáp hạm theo kiểu Dreadnought. Một số lựa chọn khác lại được xem xét cho Chương trình 1907–1908, với trọng lượng choán nước từ 18.100 tấn Anh (18.390 t) đến 21.400 tấn Anh (21.743 t), nhưng đến cuối cùng thiết giáp hạm lại được ưa chuộng và không có tàu chiến-tuần dương nào được đặt hàng cho đến năm tiếp theo.
Vào lúc mà thiết kế cuối cùng của Indefatigable được chấp thuận, Bộ Hải quân Anh đã tiến thêm một bước khác; Đô đốc Fisher đã viết vào tháng 9 năm 1908: "Tôi đã đưa ra cho Sir Philip Watts phác thảo một chiếc Indomitable mới sẽ khiến anh thèm nhỏ dãi khi nhìn thấy nó", một thiết kế mà cuối cùng đã trở thành chiếc Lion. Vào tháng 8 năm 1909, các lãnh thổ thuộc địa tự trị gặp gỡ trong cuộc Hội nghị Đế chế năm 1909; và trong nội dung thảo luận về việc phòng thủ Đế quốc Anh, Bộ Hải quân đề nghị thành lập các đơn vị hạm đội bản xứ, mỗi đơn vị bao gồm một tàu chiến-tuần dương lớp Invincible, ba tàu tuần dương hạng nhẹ lớp Bristol và sáu tàu khu trục. Chúng sẽ được đặt căn cứ tại Australia, New Zealand, Canada và Nam Phi nhằm củng cố việc phòng thủ hải quân cho các lãnh thổ tự trị, trong khi Hải quân Hoàng gia tập trung tại vùng biển nhà để đối phó với mối đe dọa của Đức. Trong khi kế hoạch bị Canada và Nam Phi bác bỏ, Australia và New Zealand chấp thuận, mỗi lãnh thổ đặt hàng một tàu chiến-tuần dương theo phiên bản lớp Indefatigable được cải tiến thay vì lớp Invincible như đề nghị. Australia trở thành tàu chiến chủ lực của Hải quân Hoàng gia Australia vừa mới được thành lập, trong khi New Zealand được giữ lại vùng biển châu Âu như một đơn vị Hải quân Hoàng gia Anh. Cuối cùng chỉ có một đơn vị hạm đội bản xứ được thành lập, Hải đội Australia, vào năm 1913.

## Thiết kế

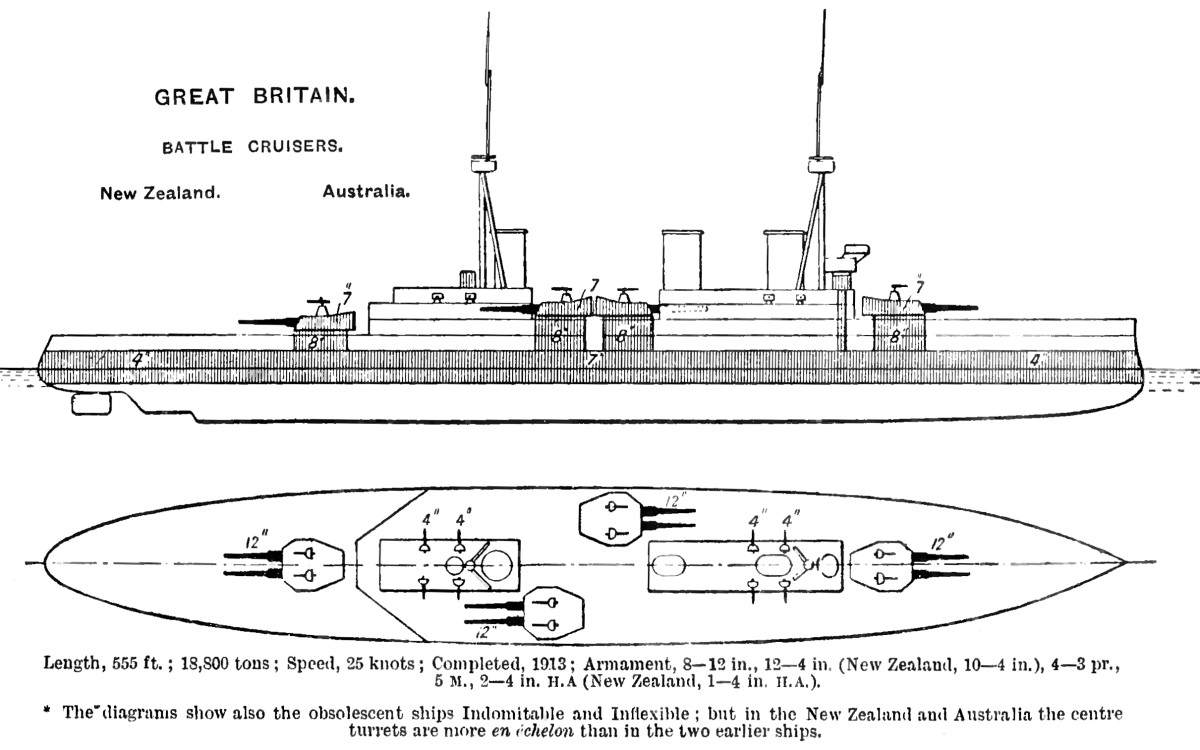
Sơ đồ mạn phải và sàn tàu như được mô tả trong Niên giám Hải quân Brassey 1923. Cách sắp xếp được mô tả trong sơ đồ này thực ra là của lớp tàu chiến-tuần dương Invincible. Độ dày của vỏ giáp được nêu ra là do Bộ Hải quân công bố; độ dày thực tế ở nhiều chỗ sẽ kém hơn.

Indefatigable được đặt hàng như một tàu chiến-tuần dương đơn lẻ trong Chương trình Chế tạo Hải quân 1908–1909. Thiết kế sơ thảo của nó được chuẩn bị vào tháng 3 năm 1908, và bản thiết kế sau cùng được thông qua vào tháng 11 năm 1908. Thiết kế này thực ra là một phiên bản của chiếc Invincible được mở rộng, với sự cải tiến về cách sắp xếp vỏ giáp bảo vệ và dàn hỏa lực chính.

### Các đặc tính chung
Indefatigable lớn hơn đôi chút so với lớp Invincible dẫn trước. Chúng có chiều dài chung 590 ft (179,8 m), mạn thuyền rộng 80 ft (24,4 m), và độ sâu của mớn nước là 29 ft 9 in (9,1 m) khi đầy tải nặng. Các con tàu có trọng lượng choán nước là 18.500 tấn Anh (18.800 t), và lên đến 22.130 tấn Anh (22.490 t) khi đầy tải nặng, hơn 1.500 tấn Anh (1.524 t) so với các con tàu trước đó. Nó có một chiều cao khuynh tâm 4,8 foot (1,5 m) khi đầy tải nặng.

### Động lực
Hai bộ turbine hơi nước Parsons dẫn động trực tiếp được đặt trong các phòng động cơ riêng biệt. Các trục phía ngoài được nối với các turbine áp lực cao, hơi nước thoát ra được dẫn vào các turbine áp lực thấp dẫn động trục phía trong. Mỗi trục phía ngoài dẫn động một chân vịt có đường kính 10 foot 10 inch (3,30 m) trong khi hai trục phía trong được nối với chân vịt có đường kính 10 foot 3 inch (3,12 m). Turbine được cung cấp hơi nước từ 31 nồi hơi ống nước Babcock and Wilcox bố trí trong 5 phòng nồi hơi. Turbine của Indefatigable được thiết kế để cung cấp công suất 43.000 mã lực càng (32.065 kW), nhưng đã đạt đến trên 55.000 shp (41.013 kW) ở chế độ cưỡng bức khi chạy thử máy. Turbine của Australia và New Zealand mạnh hơn đôi chút ở công suất 44.000 shp (32.811 kW). Chúng được thiết kế để có được tốc độ 25,8 hải lý trên giờ (47,8 km/h; 29,7 mph), nhưng cả ba đều đạt đến 26 hải lý trên giờ (48 km/h; 30 mph) khi chạy thử máy.
Các con tàu có thể mang theo tối đa 3.200 tấn Anh (3.300 t) than cùng 850 tấn Anh (860 t) dầu đốt để phun vào than nhằm gia tăng tốc độ cháy. Ở trữ lượng nhiên liệu tối đa, tầm xa hoạt động của chúng là 3.330 hải lý (6.170 km) ở tốc độ 10 hải lý trên giờ (12 mph; 19 km/h).

### Vũ khí

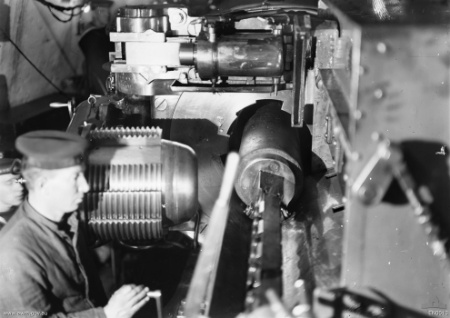
Một quả đạn pháo 12 inch đang được nạp trên chiếc HMAS Australia; lưu ý vòng xoay ngắt quãng của khóa nòng

Mỗi con tàu được trang bị tám khẩu pháo BL 12 in (300 mm) Mark X đặt trên bốn tháp pháo nòng đôi BVIII*. Hai tháp pháo tận cùng phía trước và phía sau được bố trí trên trục dọc và được đặt tên lần lượt là 'A' và 'X'. Hai tháp pháo bên mạn 'P' và 'Q' được đặt so le giữa tàu theo hình thang giữa các ống khói, tháp pháo 'P' bên mạn trái và thường hướng ra trước trong khi tháp pháo 'Q' bên mạn phải và thường hướng ra sau; chúng có thể bắn chéo qua mạn cho đến góc 70°. Các khẩu pháo này cùng kiểu với loại được trang bị cho thiết giáp hạm Dreadnought cũng như cho các lớp Lord Nelson và Bellerophon. Các khẩu pháo có thể hạ đến góc −3° và nâng lên đến 13,5°, cho dù các tháp pháo được cải tiến để có thể nâng đến góc 16° trong Thế Chiến I. Chúng bắn ra đạn pháo nặng 850 pound (390 kg) ở lưu tốc đầu đạn 2.725 ft/s (831 m/s). Ở góc nâng 13,5°, tầm bắn xa của loại đạn pháo xuyên thép (AP) 2 chr đạt được 16.450 m (17.990 yd); và ở góc nâng 16°, tầm bắn xa được mở rộng đến 20.435 yd (18.686 m) sử dụng loại đạn pháo 4 crh có đặc tính khí động tốt hơn nhưng nặng hơn đôi chút. Tốc độ bắn của các khẩu pháo này là 1–2 quả đạn pháo mỗi phút. Con tàu mang theo tổng cộng 880 quả đạn pháo trong thời chiến, 110 quả cho mỗi khẩu pháo.
Dàn pháo hạng hai của chúng bao gồm mười sáu khẩu BL 4 in (100 mm) Mk VII được đặt trên cấu trúc thượng tầng. Tất cả các khẩu pháo được bố trí trong các tháp pháo ụ vào đợt tái trang bị giai đoạn 1914-1915 để bảo vệ pháo thủ khỏi thời tiết khắc nghiệt và hoạt động của đối phương, mặc dù hai khẩu đã được tháo bỏ vào lúc này. Các khẩu pháo trên bệ PII* có thể hạ đến góc 7° và nâng lên đến 15°. Chúng bắn ra đạn pháo nặng 31 pound (14 kg) ở lưu tốc đầu đạn 2.864 ft/s (873 m/s), cho một tầm xa tối đa 11.600 yd (10.600 m). Tốc độ bắn của chúng là 6–8 phát mỗi phút. Mỗi khẩu pháo được cung cấp 100 quả đạn.
Một khẩu pháo 4 inch bổ sung được trang bị trên những chiếc còn sống sót vào năm 1917 như là súng phòng không. Nó được đặt trên bệ góc cao MkII có khả năng nâng tối đa lên đến góc 60°, sử dụng một liều thuốc phóng được giảm bớt chỉ tạo ra một lưu tốc đầu đạn 2.864 ft/s (873 m/s). Dàn vũ khí phòng không ban đầu bao gồm một khẩu QF 3 inch 20 cwt duy nhất trên bệ MkII góc cao vốn được bổ sung vào đợt tái trang bị 1914-1915. Nó có khả năng hạ đến 10° và nâng tối đa lên đến 90°. Nó bắn ra đạn pháo nặng 12,5 pound (5,7 kg) với lưu tốc đầu đạn 2.500 ft/s (760 m/s) và tốc độ 12–14 viên mỗi phút. Trần bắn hiệu quả của kiểu pháo này là 23.500 ft (7.163 m). Nó được cung cấp 500 quả đạn. New Zealand mang theo một khẩu QF 6 pounder Hotchkiss duy nhất trên bệ MkIc góc cao từ tháng 10 năm 1914 đến cuối năm 1915. Nó có khả năng hạ đến 8° và nâng tối đa lên đến 60°. Nó bắn ra đạn pháo nặng 6 pound (2,7 kg) với lưu tốc đầu đạn 1.765 ft/s (538 m/s) và tốc độ bắn 20 viên mỗi phút. Trần bắn tối đa là 10.000 ft (3.000 m), nhưng tầm bắn hiệu quả chỉ đạt 1.200 thước Anh (1.100 m).
Các con tàu cũng được trang bị hai ống phóng ngư lôi ngầm 17,7 inch (450 mm) hai bên mạn, phía sau tháp pháo 'X', và mang theo 12 quả ngư lôi.

### Kiểm soát hỏa lực

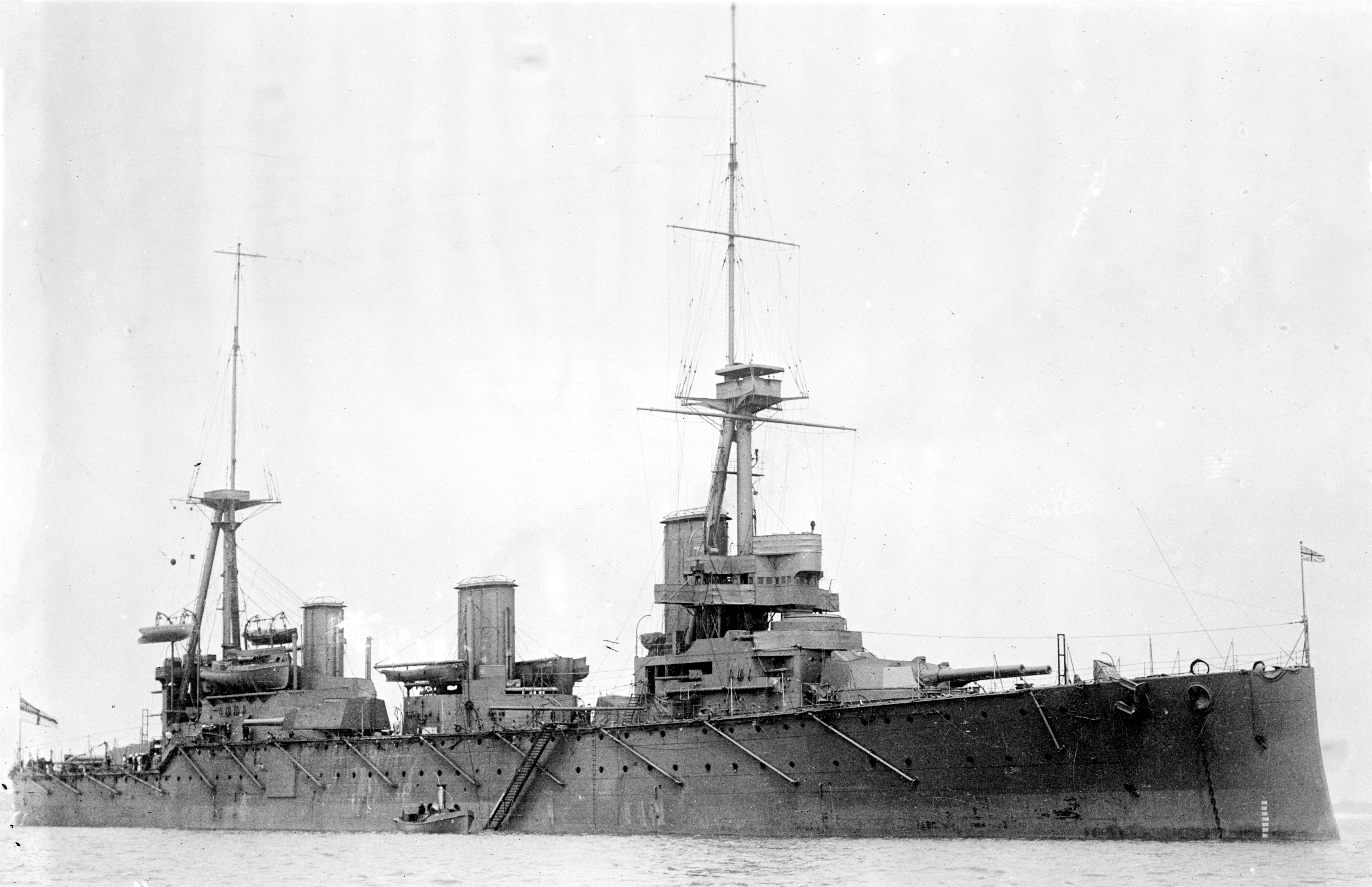
Australia với các trạm quan sát lớn đặt trên đỉnh mỗi cột ăn-ten ba chân

Hỏa lực dàn pháo chính của Indefatigable được kiểm soát từ các trạm quan sát lớn được đặt trên đỉnh mỗi cột ăn-ten ba chân trước và cột ăn-ten chính. Dữ liệu đo được từ một máy đo tầm xa Barr & Stroud 9 foot (2,7 m) được nạp vào một máy tính cơ khí Dumaresq rồi được truyền bằng điện đến đồng hồ khoảng cách Vickers đặt trong trạm truyền tin (TS) đặt bên dưới mỗi trạm quan sát, nơi chúng được biên dịch thành dữ liệu tầm xa và độ lệch được các khẩu pháo sử dụng. Dữ liệu về mục tiêu cũng được ghi lại trên một sơ đồ giúp cho sĩ quan tác xạ dự đoán sự di chuyển của mục tiêu. Mỗi tháp pháo có thiết bị truyền cho riêng nó, và tất cả tháp pháo, trạm quan sát và trạm truyền tin có thể kết nối với nhau theo mọi sự kết hợp. Các thử nghiệm tác xạ trên chiếc Hero được thực hiện vào năm 1907 đã cho thấy sự mong manh của hệ thống này khi trạm quan sát bị bắn trúng hai lần và mảnh đạn gây hư hại ống truyền âm và mọi dây dẫn bắt dọc theo cột ăn-ten. Để bảo vệ chống lại khả năng này, tháp pháo 'A' của chiếc Indefatigable được trang bị máy đo tầm xa 9 foot (2,7 m) phía sau nóc tháp pháo, và nó được trang bị để kiểm soát toàn bộ dàn pháo chính trong đợt tái trang bị giữa năm 1911 và 1914.
Australia và New Zealand được chế tạo với một sự sắp xếp khác biệt. Trạm quan sát trên đỉnh cột ăn-ten chính được loại bỏ, và một tháp quan sát bọc thép được bố trí thay thế trên tháp chỉ huy, nơi nó được bảo vệ tốt hơn, cải thiện tầm nhìn và trực tiếp thao tác trên các vị trí chỉ huy ban đầu. Trạm truyền tin phía sau được loại bỏ trong khi trạm truyền tin phía trước được mở rộng. Tháp pháo 'A' cũng được chế tạo với những cải tiến nêu trên.
Kỹ thuật kiểm soát hỏa lực tiến bộ nhanh chóng vào những năm ngay trước Thế Chiến I, và việc phát triển Bảng điiều khiển hỏa lực Drayer là một sự tiến triển đáng kể như vậy. Nó bao gồm chức năng của máy tính Dumaresq cùng đồng hồ khoảng cách, và một phiên bản đơn giản Mk I đã được trang bị cho những chiếc lớp Indefatigable vào đợt tái trang bị từ giữa năm 1915 đến tháng 5 năm 1916. Một phát triển quan trọng hơn là bộ kiểm soát hỏa lực đặt trên cao của con tàu, truyền thông tin bằng điện góc nâng và góc xoay đến tháp pháo bằng con trỏ, và các pháo thủ làm theo chỉ dẫn đó. Sĩ quan hỏa lực có thể bắn đồng thời các khẩu pháo thành loạt, giúp vào việc quan sát điểm rơi của đạn pháo cũng như hạn chế ảnh hưởng của sự chòng chành con tàu trên sự phân tán của đạn pháo. Một khẩu pháo trên tháp pháo 'Y' cũng được trang bị một bộ truyền tin, để có được chức năng như một khẩu pháo "dẫn hướng" dự phòng, nhưng không có thiết bị dành cho khẩu pháo để tách giữa bộ điều khiển chính và khẩu pháo dẫn hướng này.

### Vỏ giáp
Ở một khía cạnh, lớp vỏ giáp bảo vệ dành cho lớp Indefatigable yếu hơn so với những chiếc dẫn trước, vì vỏ giáp bị giảm độ dày ở một số chỗ, nhưng được dàn ra rộng hơn. Đai giáp ở mực nước kéo dài từ mũi đến tận đuôi, nó dày đến 6 in (152 mm) ở khoảng 298 foot (91 m) giữa con tàu, nhưng được vuốt mỏng còn 4 inch (102 mm) ngang nơi kết thúc các bệ tháp pháo và hầm đạn 12 inch, rồi vuốt mỏng hơn nữa chỉ còn 2,5 inch (64 mm) về phía hai đầu con tàu. Một vách ngăn dày 4,5 inch (114 mm) tiếp giáp với bệ tháp pháo ‘X’, trong khi vách ngăn phía trước dày 3–4 inch (76–102 mm). Tháp pháo và bệ tháp pháo được bảo vệ bởi lớp giáp dày 7 in (178 mm), ngoại trừ nóc tháp pháo sử dụng vỏ giáp Krupp KNC dày 3 in (76 mm).
Các trụ chống nóc tháp pháo được gia cố trên những chiếc lớp Indefatigable sau những bài học có được sau thử nghiệm tác xạ tiến hành vào năm 1907. Độ dày vỏ giáp bằng thép nickel cho sàn tàu chính nói chung chỉ dày 1 in (25 mm), nhưng được tăng lên 2 inch (51 mm) chung quanh bệ tháp pháo. Vỏ giáp sàn dưới cũng bằng thép nickel dày 1,5 in (38 mm) ở phần phẳng và 2 inch ở phần nghiêng, tăng lên 2 inch ở hai đầu con tàu. Mặt hông của tháp chỉ huy phía trước dày 10 in (254 mm) trong khi tháp quan sát có độ dày 4 inch (102 mm). Nóc và sàn của cả hai tháp làm bằng vỏ giáp Krupp KNC dày 3 inch trong khi ống liên lạc của tháp chỉ huy dày 4 inch. Tháp điều khiển ngư lôi có lớp giáp bằng thép nickel dày 1 inch ở tất cả các phía. Vách ngăn chống ngư lôi bằng thép nickel dày 2,5 inch (64 mm) được đặt ngang các hầm đạn và phòng đạn pháo. Ống khói được bảo vệ bằng thép nickel dày 1,5 inch ở mặt hông và 1 inch ở hai đầu. Vỏ giáp Krupp được sử dụng rộng rãi ngoại trừ những nơi được chú thích khác như trên.
Australia và New Zealand được chế tạo với một sự sắp xếp khác biệt. Đai giáp ở mực nước không kéo dài đến tận hai đầu con tàu, nhưng kết thúc cách mũi tàu 60 foot (18,3 m) và cách đuôi tàu 55 foot (16,8 m). Đoạn đai giáp ngang với các bệ tháp pháo dày 5 inch (127 mm), và độ dày ở hai đầu tăng lên 4 inch (102 mm). Sàn tàu bọc thép chính dày đến 2,5 inch (64 mm) chung quanh các bệ tháp pháo và mở rộng ra ngoài khoảng bệ tháp pháo 55 foot (16,8 m). Sàn tàu bọc thép dưới bị giảm độ dày từ 1,5–2 inch (38–51 mm) xuống còn 1 inch (25 mm) cả ở phần ngang lẫn phần dốc, ngoại trừ ở hai đầu được tăng độ dày lên 2,5 inch (64 mm). Sau Trận Jutland, một lớp giáp dày 1 inch được bổ sung cho mép hầm đạn và nóc tháp pháo với trọng lượng tổng cộng 110 tấn Anh (112 t).

## Chế tạo
| Tàu           | Đặt lườn            | Hạ thủy              | Hoạt động           | Số phận                                                                  |
| Indefatigable | 23 tháng 2 năm 1909 | 28 tháng 10 năm 1909 | 24 tháng 2 năm 1911 | Bị đánh chìm trong Trận Jutland ngày 31 tháng 5 năm 1916                 |
| New Zealand   | 20 tháng 6 năm 1910 | 1 tháng 7 năm 1911   | tháng 11 năm 1912   | Ngừng hoạt động 15 tháng 3 năm 1920, bán để tháo dỡ 19 tháng 12 năm 1922 |
| Australia     | 23 tháng 6 năm 1910 | 25 tháng 10 năm 1911 | 21 tháng 6 năm 1913 | Bị đánh đắm phía Đông Sydney, 12 tháng 4 năm 1924                        |

Tổng chi phí để chế tạo Indefatigable là 1.536.769 Bảng Anh, bao gồm các khẩu pháo; nguồn khác cho là 1.547.500 Bảng Anh chưa tính các khẩu pháo, vốn phí tổn thêm 94.200 Bảng Anh nữa. Chi phí chế tạo New Zealand là 1.684.990 Bảng Anh chưa tính các khẩu pháo, vốn phí tổn thêm 94.200 Bảng Anh nữa; còn Australia là 2.000.000 Bảng Anh không kể vũ khí.

## Lịch sử hoạt động

### Trước chiến tranh
Khi được đưa ra hoạt động vào năm 1911, Indefatigable thoạt tiên được phân về Hải đội Tuần dương 1 thuộc Hạm đội Nhà. Nó được chuyển sang Hải đội Tàu chiến-Tuần dương 2 thuộc Hạm đội Địa Trung Hải vào tháng 12 năm 1913. New Zealand gia nhập cùng Hạm đội Nhà một thời gian ngắn trước khi lên đường đi New Zealand vào tháng 2 năm 1912. Nó quay trở lại Portsmouth vào tháng 12 và lại được phân về Hạm đội Nhà, và đã viếng thăm một số cảng Pháp và Nga trước khi chiến tranh bắt đầu. Australia lên đường đi Australia hầu như ngay sau khi được đưa vào hoạt động vào tháng 6 năm 1913 trong vai trò soái hạm đầu tiên của Hải quân Hoàng gia Australia.

### Săn đuổiGoebenvàBreslau
Indefatigable, có tàu chiến-tuần dương Indomitable và Inflexible tháp tùng và dưới quyền chỉ huy của Đô đốc Archibald Berkeley Milne, đã đụng độ với tàu chiến-tuần dương Goeben và tàu tuần dương hạng nhẹ Breslau vào sáng ngày 4 tháng 8 năm 1914, vốn đang hướng về phía Đông sau một đợt bắn phá qua loa cảng Philippeville ở Algérie thuộc Pháp; nhưng khi đó Anh chưa chính thức ở trong tình trạng chiến tranh với Đức, nên Milne chỉ dõi theo các con tàu Đức lúc chúng quay trở lại Messina để tiếp than. Cả ba chiếc tàu chiến-tuần dương đều gặp trục trặc về nồi hơi, và Goeben cùng Breslau đã có thể thoát được sự bám đuổi và đến được Messina vào sáng ngày 5 tháng 8. Vào lúc này chiến tranh đã được tuyên bố sau khi Đức xâm chiếm Bỉ, nhưng một mệnh lệnh của Bộ Hải quân chỉ thị phải tôn trọng sự trung lập của Ý và ở bên ngoài giới hạn sáu dặm (10 km) từ bờ biển Ý đã loại trừ việc tiến vào lối băng qua eo biển Messina, nơi chúng có thể trực tiếp quan sát cảng. Vì vậy Milne bố trí Inflexible và Indefatigable ở lối ra vào phía Bắc của eo biển Messina, nghĩ rằng lực lượng Đức sẽ thoát ra về phía Tây nơi chúng có thể tấn công các tàu vận chuyển binh lính Pháp, chỉ đặt tàu tuần dương hạng nhẹ Gloucester canh chừng ở lối ra vào phía Nam; đồng thời gửi Indomitable đi tiếp than tại Bizerte, nơi nó có thể bố trí tốt hơn nhằm đáp trả nếu như các tàu Đức tiến vào khu vực Tây Địa Trung Hải.
Lực lượng Đức khởi hành từ Messina vào ngày 6 tháng 8 hướng sang phía Đông về phía Constantinopolis, có Gloucester bám theo. Vẫn dự đoán rằng Chuẩn Đô đốc Wilhelm Souchon sẽ quay mũi sang phía Tây, Milne giữ các tàu chiến-tuần dương ở lại Malta cho đến sau nữa đêm ngày 8 tháng 8, khi ông lên đường hướng đến mũi Matapan, nơi Goeben bị phát hiện tám giờ trước đó, với một tốc độ nhàn nhã 12 hải lý trên giờ (22 km/h). Đến 14 giờ 30 phút, ông nhận được một thông báo sai lầm từ Bộ Hải quân rằng Anh đã trong tình trạng chiến tranh với Áo-Hung, thực ra chiến tranh chỉ được chính thức tuyên bố vào ngày 12 tháng 8 và chỉ thị bị hủy bỏ bốn giờ sau đó, nhưng Milne vẫn giữ lại mệnh lệnh canh chừng biển Adriatic đề phòng lực lượng Áo thoát ra hơn là truy tìm Goeben. Cuối cùng vào ngày 9 tháng 8, Milne nhận được mệnh lệnh rõ ràng "Truy đuổi Goeben đã vượt qua mũi Matapan vào ngày 7 tháng 8 theo hướng Đông Bắc." Milne vẫn không tin là Souchon hướng đến eo biển Dardanelles, nên ông kiên quyết canh phòng lối ra vào biển Aegean, không biết rằng Goeben không có ý định vượt ra ngoài.
Ngày 3 tháng 11 năm 1914, Bộ trưởng Hải quân Winston Churchill ra lệnh cho cuộc tấn công đầu tiên của Anh vào Dardanelles sau khi xung đột nổ ra giữa Thổ Nhĩ Kỳ và Nga. Cuộc tấn công được tiến hành bởi Indomitable và Indefatigable cùng các thiết giáp hạm tiền-dreadnought Pháp Suffren và Vérité, với mục đích thăm dò các công sự phòng thủ và các biện pháp đáp trả của Thổ Nhĩ Kỳ. Kết quả tỏ ra khá thuyết phục; trong vòng 20 phút bắn phá, một quả đạn pháo đã đánh trúng hầm đạn của pháo đài Sedd el Bahr tại mũi bán đảo Gallipoli, loại khỏi vòng chiến (nhưng không phá hủy) 10 khẩu pháo và khiến 86 binh lính Thổ Nhĩ Kỳ thiệt mạng. Kết quả đáng kể nhất là thu hút sự chú ý của Thổ Nhĩ Kỳ vào việc tăng cường phòng thủ và mở rộng các bãi mìn. Cuộc tấn công này thực sự đã diễn ra trước khi có lời tuyên chiến chính thức từ phía Anh đối với Đế quốc Ottoman, vốn chỉ xảy ra vào ngày 6 tháng 11. Indefatigable tiếp tục ở lại Địa Trung Hải cho đến khi nó được Inflexible thay phiên vào ngày 24 tháng 1 năm 1915, và đi đến Malta để tái trang bị. Sau khi hoàn tất, nó lên đường đi Anh Quốc vào ngày 14 tháng 2, nơi nó gia nhập Hải đội Tàu chiến-Tuần dương 2.

### HMASAustraliatại Thái Bình Dương

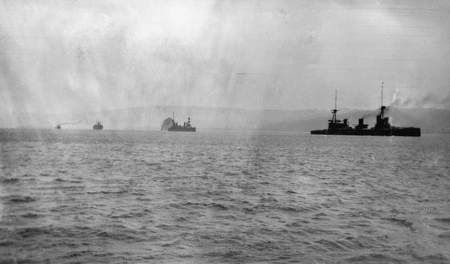
HMAS Australia dẫn đầu Hải đội Australia đi vào cảng Simpson, Rabaul ngày 12 tháng 9 năm 1914

Sau khi chiến tranh được tuyên bố, Australia được phân công truy tìm Hải đội Đông Á Đức Quốc, lực lượng hải quân duy nhất của Phe Trung tâm tại Thái Bình Dương. Trong cuộc săn đuổi này, nó được sáp nhập vào Lực lượng Viễn chinh Hải quân và Quân đội Australia và đã hỗ trợ cho cuộc chiếm đóng của lực lượng này tại Rabaul trong trường hợp Hải đội Đông Á có mặt tại đây. Tư lệnh Hải đội Đông Á, Phó Đô đốc Maximilian von Spee, tỏ ra thận trọng đối với Australia, vốn được ông mô tả là vượt trội hơn lực lượng của mình.
Sau khi lực lượng của von Spee rút lui khỏi Thái Bình Dương, vào ngày 8 tháng 11 năm 1914, Australia được lệnh gia nhập cùng nhiều tàu tuần dương Nhật Bản ngoài khơi México tiếp tục cuộc truy đuổi các tàu tuần dương Đức. Vào lúc này, hải đội Đức đã tìm đường đi sang Nam Đại Tây Dương, và bị một hải đội Anh tiêu diệt trong Trận chiến quần đảo Falkland vào đầu tháng 12. Sau đó Australia được gửi đến gia nhập Hải đội Tàu chiến-Tuần dương 2 tại Rosyth, Scotland, và được đặt làm soái hạm của hải đội này sau một đợt tái trang bị ngắn.

### Trận Heligoland Bight
Hoạt động đầu tiên của New Zealand trong chiến tranh là trong thành phần lực lượng tàu chiến-tuần dương dưới quyền chỉ huy của Đô đốc Beatty trong Trận Heligoland Bight vào ngày 28 tháng 8 năm 1914. Các con tàu của Beatty thoạt tiên được dự định sẽ hỗ trợ từ xa cho các tàu tuần dương và tàu khu trục Anh tiếp cận bờ biển Đức trong trường hợp các tàu chiến chủ lực của Hạm đội Biển khơi Đức xuất quân đáp trả các cuộc tấn công của Anh. Chúng quay mũi về phía Nam đi hết tốc độ lúc 11 giờ 35 phút khi lực lượng hạng nhẹ Anh không tách ra kịp thời theo kế hoạch, và triều cường đang dâng cao khiến các tàu chiến chủ lực Đức có thể vượt qua các bãi tại cửa sông Jade Estuary. Chiếc tàu tuần dương hạng nhẹ mới nguyên Arethusa đã bị đánh hỏng trước đó trong trận chiến do hỏa lực từ các tàu tuần dương hạng nhẹ Đức Strassburg và Köln, khi các tàu chiến-tuần dương của Beatty hiện ra từ làn sương mù lúc 12 giờ 37 phút. Strassburg lẫn vào trong làn sương mù và né tránh được hỏa lực pháo, nhưng Köln vẫn bị trông thấy và nhanh chóng bị đánh hỏng bởi đạn pháo của hải đội. Tuy nhiên, Beatty bị thu hút khỏi hoạt động kết liễu nó do sự xuất hiện bất ngờ của chiếc tàu tuần dương hạng nhẹ cũ Ariadne ngay trước mũi. Ông quay mũi đuổi theo, biến nó thành một xác tàu cháy bùng chỉ với ba loạt đạn pháo ở khoảng cách chưa đầy 6.000 yd (5,5 km). Đến 13 giờ 10 phút, Beatty quay mũi về phía Bắc và ra mệnh lệnh chung để rút lui. Thành phần chủ lực của Beatty bắt gặp Köln đã bị đánh hỏng không lâu sau khi đổi hướng lên phía Bắc, và nó bị đánh chìm bởi hai loạt đạn pháo từ chiếc Lion.

### Cuộc bắn phá Scarborough
Hải quân Đức quyết định theo một chiến lược bắn phá các thị trấn Anh trên bờ biển Bắc Hải trong một nỗ lực lôi kéo và tiêu diệt từng phần Hải quân Hoàng gia. Trận bắn phá Yarmouth đầu tiên vào ngày 3 tháng 11 đã thành công một phần, nên một chiến dịch với quy mô lớn hơn được Đô đốc Franz von Hipper đặt ra sau đó. Các tàu chiến-tuần dương nhanh sẽ tiến hành bắn phá, trong khi toàn bộ Hạm đội Biển khơi sẽ chiếm lấy vị trí về phía Đông Dogger Bank sẵn sàng hỗ trợ cho lượt quay về đồng thời tiêu diệt mọi đơn vị Hải quân Anh phản ứng lại cuộc bắn phá. Nhưng người Đức đã không thể biết là phía Anh đã giải được mật mã hải quân của Đức và có kế hoạch đánh chặn lực lượng bắn phá trên đường quay trở về nhà; mặc dù họ không biết được sự có mặt ngoài biển của Hạm đội Biển khơi. Hải đội Tàu chiến-Tuần dương 1 của Đô đốc Beatty, giờ đây giảm xuống còn bốn chiếc trong đó có New Zealand, cùng với Hải đội Chiến trận 2 với sáu thiết giáp hạm dreadnought, được cho tách ra từ Hạm đội Grand trong một cố gắng đánh chặn lực lượng Đức gần Dogger Bank.
Đô đốc Hipper khởi hành vào ngày 15 tháng 12 năm 1914 cho một đợt bắn phá khác và đã nả pháo thành công vào nhiều thị trấn Anh, nhưng các tàu khu trục Anh hộ tống cho Hải đội Tàu chiến-Tuần dương 1 đã đụng độ với các tàu khu trục Đức hộ tống cho Hạm đội Biển khơi lúc 05 giờ 15 phút, trong một trận chiến bất phân thắng bại. Phó Đô đốc Sir George Warrender, Tư lệnh hải đội chiến trận 2, nhận được tín hiệu lúc 05 giờ 40 phút rằng tàu khu trục Lynx đã đối đầu với tàu khu trục đối phương, mặc dù Đô đốc Beaty đã không biết. Tàu khu trục Shark đã nhìn thấy tàu tuần dương bọc thép Đức Roon cùng các tàu hộ tống lúc khoảng 07 giờ 00, nhưng đã không thể truyền tín hiệu cho đến 07 giờ 25 phút. Cùng với New Zealand, Warrender nhận được tin tức này, nhưng Beatty cũng không biết, mặc dù trong thực tế New Zealand được giao nhiệm vụ chuyển tiếp các thông điệp giữa các tàu khu trục và Beatty. Warrender tìm cách chuyển đi tin tức của Shark cho Beatty lúc 07 giờ 36 phút, nhưng đã không liên lạc được cho đến 07 giờ 55 phút. Beatty cho chuyển hướng ngay khi nhận được thông tin, và cho tách New Zealand ra để truy tìm Roon. Nó bị New Zealand đuổi kịp đúng vào lúc Beatty nhận được tin tức Scarborough đang bị bắn phá lúc 09 giờ 00. Beatty ra lệnh cho New Zealand gia nhập trở lại hải đội và quay về phía Tây hướng đến Scarborough.

Vị trí tương quan giữa các lực lượng Anh và Đức lúc khoảng 12 giờ 00

Lực lượng Anh được tách ra làm đôi để đi vòng qua khu vực nước nông Southwest Patch thuộc Dogger Bank; các con tàu của Beatty vòng lên phía Bắc, trong khi Warrender băng qua phía Nam khi chúng hướng về phía Tây ngăn chặn con đường chính ngang qua các bãi thủy lôi phòng thủ bờ biển Anh Quốc. Việc này đã để lại một khoảng trống 15 hải lý (28 km; 17 mi) mà lực lượng hạng nhẹ Đức bắt đầu di chuyển. Đến 12 giờ 25 phút, các tàu tuần dương hạng nhẹ thuộc Lực lượng Tuần tiễu 2 bắt đầu vượt qua lực lượng Anh để truy tìm Hipper. Tàu tuần dương hạng nhẹ Southampton trông thấy tàu tuần dương hạng nhẹ Đức Stralsund và báo cáo lên Beatty. Đến 12 giờ 30 phút Beatty quay mũi các tàu chiến-tuần dương của mình hướng về các con tàu Đức. Ông đoán rằng các tàu tuần dương Đức là lực lượng đi tiên phong cho các con tàu của Hipper, tuy nhiên chúng đang tụt lại phía sau khoảng 31 nmi (57 km). Hải đội Tuần dương nhẹ 2, vốn là lực lượng hộ tống cho các con tàu của Beatty, được cho tách ra để săn đuổi các tàu tuần dương Đức, nhưng một tín hiệu bị hiểu sai được truyền đạt từ các tàu chiến-tuần dương Anh đã điều chúng quay trở lại vị trí hộ tống. Sự lẫn lộn này cho phép các tàu tuần dương hạng nhẹ Đức thoát được, và báo động cho Hipper vị trí của các tàu chiến-tuần dương Anh. Các tàu chiến-tuần dương Đức lượn về phía Đông Bắc lực lượng Anh và thoát đi an toàn.

### Trận Dogger Bank
Ngày 23 tháng 1 năm 1915, một lực lượng tàu chiến-tuần dương Đức dưới quyền chỉ huy của Đô đốc Franz von Hipper lên đường để quét sạch khu vực Dogger Bank khỏi mọi tàu đánh cá hay tàu nhỏ của Anh vốn có thể hiện diện để thu thập tin tức tình báo về các hoạt động của phía Đức. Tuy nhiên, người Anh đã đọc được các bảng mã của đối phương, nên một lực lượng lớn các tàu chiến-tuần dương Anh, trong đó có New Zealand, dưới quyền chỉ huy của Đô đốc Beatty đã ra khơi để đánh chặn. Cuộc tiếp xúc đầu tiên diễn ra lúc 07 giờ 20 phút ngày 24 tháng 1, khi tàu tuần dương Arethusa phát hiện tàu tuần dương hạng nhẹ Đức Kolberg. Đến 07 giờ 35 phút, phía Đức nhìn thấy lực lượng của Beatty, và Hipper ra lệnh bẻ lái về phía Nam với tốc độ 20 hải lý trên giờ (37 km/h; 23 mph), tin rằng đủ nhanh nếu như đối phương ở về phía Tây Bắc của ông là những thiết giáp hạm Anh, và ông luôn luôn có khả năng tăng lên tốc độ tối đa 23 hải lý trên giờ (43 km/h; 26 mph) của Blücher nếu như đó là các tàu chiến-tuần dương Anh.
Beatty ra lệnh cho các tàu chiến-tuần dương của mình mở hết tốc độ có thể để bắt kịp các tàu chiến Đức trước khi chúng chạy thoát. New Zealand và Indomitable là những chiếc chậm nhất trong số các con tàu của Beatty, dần dần bị tụt lại phía sau các tàu chiến-tuần dương mới hơn và nhanh hơn; tuy nhiên New Zealand vẫn có thể khai hỏa nhắm vào Blücher lúc 09 giờ 35 phút. Nó tiếp tục đối đầu với Blücher trong khi các chiếc nhanh hơn chuyển mục tiêu sang các tàu chiến-tuần dương Đức. Sau khoảng một giờ, New Zealand đã đánh hỏng tháp pháo phía trước của Blücher, và Indomitable cũng bắt đầu nổ súng vào đối phương lúc 10 giờ 31 phút. Hai quả đạn pháo 12 inch đã xuyên thủng sàn tàu bọc thép kích nổ một phòng tiếp đạn lúc 10 giờ 35 phút, làm bùng phát một đám cháy ở giữa tàu, phá hủy hai tháp pháo 21 cm (8,3 in) bên mạn trái. Những hư hỏng động cơ do chấn động đã khiến tốc độ của nó giảm còn 17 hải lý trên giờ (20 mph; 31 km/h), và bánh lái bị kẹt. Lúc 10 giờ 48 phút, Beatty ra lệnh cho Indomitable tấn công Blücher; nhưng do một sai lầm của viên trung úy cờ hiệu của Beatty, kết hợp với sự hư hỏng nặng soái hạm Lion làm hỏng thiết bị vô tuyến, cũng như khói lửa che khuất cột cờ tín hiệu, khiến cho Beatty không thể truyền đạt mệnh lệnh đến các tàu dưới quyền. Điều này đã khiến các tàu chiến-tuần dương còn lại, tạm thời dưới quyền chỉ huy của Chuẩn Đô đốc Sir Gordon Moore trên chiếc New Zealand, tin rằng mệnh lệnh này là dành cho họ, nên đã tách khỏi việc truy đuổi thành phần chủ lực của Hipper để tấn công Blücher. New Zealand đã bắn 147 quả đạn pháo nhắm vào Blücher trước khi nó lật úp và chìm lúc 12 giờ 07 phút sau khi trúng ngư lôi.

### Trận Jutland
Vào ngày 31 tháng 5 năm 1916, Hải đội Tàu chiến-Tuần dương 2 bao gồm Indefatigable và New Zealand (soái hạm của Chuẩn Đô đốc William Christopher Pakenham), do Australia còn đang được sửa chữa sau vụ va chạm với tàu chị em New Zealand vào ngày 22 tháng 4. Chúng được phân về Hạm đội Tàu chiến-Tuần dương dưới quyền Đô đốc Beatty để đánh chặn một cuộc tiến quân của Hạm đội Biển khơi Đức vào Bắc Hải. Người Anh đã có thể giải mã các thông điệp vô tuyến của Đức, và đã rời căn cứ trước khi Hạm đội Đức ra khơi. Các tàu chiến-tuần dương của Hipper đã nhìn thấy Hải đội Tàu chiến-Tuần dương Anh về phía Tây lúc 15 giờ 20 phút, nhưng các con tàu của Beaty đã không nhìn thấy đối thủ ở phía Đông cho đến 15 giờ 30 phút. Hầu như ngay sau đó, lúc 15 giờ 32 phút, Beaty ra lệnh đổi hướng về phía Đông Đông Nam chắn ngang đường rút lui của Hạm đội Đức và truyền lệnh sẵn sàng tác chiến. Ông cũng ra lệnh cho Hải đội 2, vốn đang ở vị trí dẫn đầu, lui xuống phía sau Hải đội 1. Hipper ra lệnh cho các con tàu dưới quyền bẻ lái sang mạn phải, tách xa lực lượng Anh, hầu như 180°, theo hướng Đông Nam, và giảm tốc độ xuống còn 18 hải lý trên giờ (33 km/h; 21 mph), cho phép ba tàu tuần dương hạng nhẹ thuộc Đội tuần tiễu 2 có thể bắt kịp. Với cú đổi hướng này, Hipper quay trở lại thành phần chủ lực của Hạm đội Biển khơi, lúc đó còn cách 60 dặm (97 km) về phía sau. Vào khoảng thời gian này, Beatty đổi hướng về phía Đông, vì rõ ràng là ông ở quá xa về phía Bắc để có thể cắt ngang hướng đi của Hipper.
Đến đây bắt đầu một quá trình được gọi là đợt "Chạy về phía Nam" khi Beatty đổi hướng sang Đông Đông Nam lúc 15 giờ 45 phút, song song với hướng đi của Hipper, giờ đây ở khoảng cách dưới 18.000 thước Anh (16.000 m). Phía Đức khai hỏa trước tiên lúc 15 giờ 48 phút, và được phía Anh đáp trả. Các con tàu Anh vẫn đang còn trong quá trình đổi hướng, chỉ có hai chiếc dẫn đầu đội hình là Lion và Princess Royal ổn định được hướng đi khi các tàu Đức nổ súng. Đội hình phía Anh được sắp theo hình thang lệch sang phải với Indefatigable ở phía cuối và xa nhất về phía Tây, trong khi New Zealand dẫn trước nó và hơi lệch về phía Đông. Hỏa lực của phía Đức khá chính xác ngay từ đầu, còn phía Anh đã ước lượng quá xa khoảng cách khi các con tàu Đức lẫn khuất trong làn sương mù. Indefatigable nhắm vào Von der Tann còn New Zealand nhắm vào Moltke trong khi bản thân nó không bị đối địch. Đến 15 giờ 54 phút, khoảng cách giữa hai bên được rút ngắn xuống còn 12.900 thước Anh (11.800 m), và Beatty ra lệnh bẻ lái 2 point (22,5°) sang mạn phải để gia tăng khoảng cách giữa hai bên lúc 15 giờ 57 phút. Lúc khoảng 16 giờ 00, Indefatigable bị Von der Tann bắn trúng hai hoặc ba phát đạn pháo chung quanh tháp pháo đuôi, và tháp pháo hầu như bị lật tung sang mạn phải; con tàu bị chìm phần đuôi và nghiêng sang mạn trái. Nó bị bắn trúng tiếp hai phát nữa trong loạt đạn pháo tiếp theo, một trúng sàn phía trước và một vào tháp pháo phía trước, và nổ tung lúc 16 giờ 03 phút khi hầm đạn phát nổ. Nguyên nhân có thể đưa đến tổn thất nó là do vụ nổ sâu bên dưới hầm đạn tháp pháo 'X' làm thủng đáy tàu và làm hỏng trục điều khiển giữa động cơ bẻ lái và bánh lái, được tiếp nối bằng vụ nổ hầm đạn phía trước trong loạt đạn pháo thứ hai. Von der Tann chỉ bắn có 52 quả đạn pháo 28 cm (11 in) nhắm vào Indefatigable trước khi mục tiêu nổ tung, mang theo 1.017 thành viên thủy thủ đoàn cùng con tàu xuống biển. Chỉ có hai người sống sót được tàu phóng lôi Đức S68 cứu vớt.

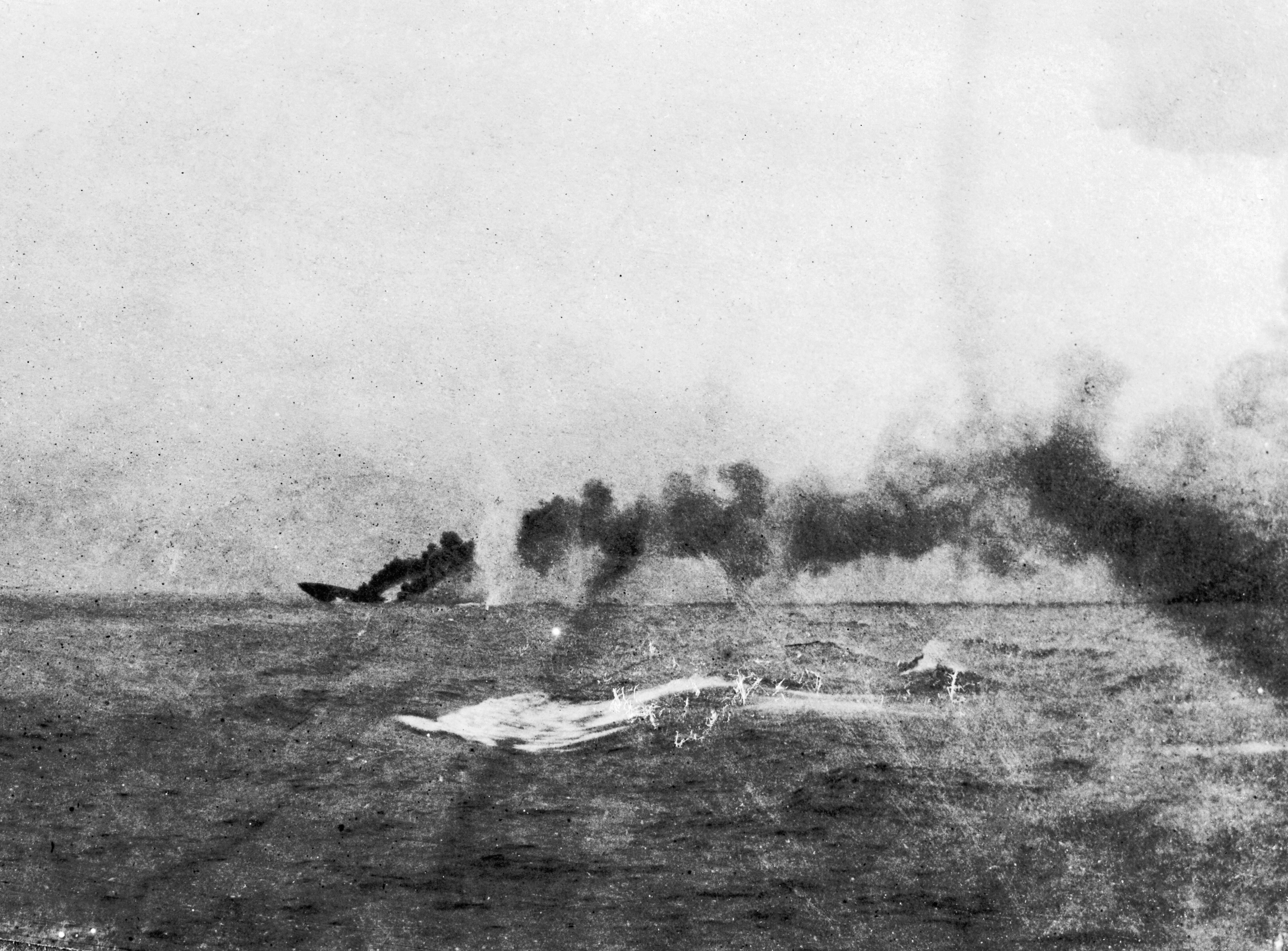
Indefatigable đang chìm ở phía xa trong Trận Jutland

Sau khi Indefatigable bị mất, New Zealand chuyển hỏa lực của nó sang nhắm vào Von der Tann theo chỉ thị của Beatty. Khoảng cách giữa hai bên đã trở nên quá xa để có thể bắn chính xác, nên Beatty đổi hướng 4 point (45°) sang mạn trái để rút ngắn khoảng cách từ 16 giờ 12 phút đến 16 giờ 15 phút. Vào lúc này Hải đội Chiến trận 5 với bốn thiết giáp hạm lớp Queen Elizabeth tiến đến gần và đối đầu với Von der Tann và Moltke. Lúc 16 giờ 23 phút, một quả đạn pháo 13,5 inch (340 mm) từ chiếc Tiger bắn trúng gần tháp pháo phía sau của Von der Tann gây một đám cháy trên các mục tiêu thực hành được chứa tại đây; khói lửa bao trùm con tàu khiến New Zealand phải chuyển hỏa lực sang chiếc Moltke. Lúc 16 giờ 30 phút, tàu tuần dương hạng nhẹ Southampton, đi trinh sát phía trước các tàu chiến của Beatty, nhìn thấy các đơn vị của Hạm đội Biển khơi hướng lên phía Bắc với tốc độ tối đa. Ba phút sau, nó trông thấy cột ăn-ten của các thiết giáp hạm dưới quyền Phó Đô đốc Reinhard Scheer, nhưng đã chần chừ không báo cáo cho đến năm phút sau. Beatty tiếp tục tiến về phía Nam thêm hai phút nữa để xác định báo cáo về đối phương trước khi ra lệnh cho lực lượng dưới quyền nối tiếp nhau bẻ lái 16 point sang mạn phải quay lên phía Bắc. Tuy nhiên, New Zealand, chiếc cuối cùng của hạm đội, buộc phải bẻ lái sớm để giữ bên ngoài tầm hỏa lực của các thiết giáp hạm đối phương đang tiến đến. Trong suốt quá trình "Chạy về phía Nam", nó chỉ bị bắn trúng duy nhất một phát đạn pháo 28 cm vào tháp pháo 'Y' nhưng chỉ bị ảnh hưởng nhẹ.
New Zealand bị thiết giáp hạm Prinzregent Luitpold đối đầu bắt đầu từ 17 giờ 08 phút, trong quá trình được gọi là đợt "Chạy về phía Bắc", nhưng đã không bị bắn trúng phát nào cho dù nhiều lần bị vây bọc đạn pháo chung quanh. Các tàu chiến của Beatty duy trì tốc độ tối đa, cố tạo ra khoảng cách giữa chúng và Hạm đội Biển khơi, và dần dần vượt ra khỏi tầm bắn. Chúng hướng lên phía Bắc, rồi Đông Bắc, tìm cách gặp gỡ thành phần chủ lực của Hạm đội Grand, và đến 17 giờ 40 phút lại nổ súng vào đối thủ Đức. Ánh sáng ngược khi mặt trời lặn đã che mắt các pháo thủ Đức nên họ không thể xác định các con tàu Anh, và đổi sang hướng Đông Bắc lúc 17 giờ 47 phút. Beatty dần dần chuyển về hướng Đông để các con tàu của ông có thể bảo vệ quá trình bố trí của Hạm đội Grand thành đội hình chiến trận; nhưng ông đã tính toán sai thời gian việc cơ động của mình, buộc các đơn vị Anh dẫn đầu cơ động về hướng Đông tách xa khỏi lực lượng Đức. Lúc 18 giờ 35 phút, Beatty đi theo sau Indomitable và Inflexible thuộc Hải đội Tàu chiến-Tuần dương 3 khi chúng dẫn đầu Hạm đội Grand về hướng Đông Đông Nam, và tiếp tục đối đầu với các tàu chiến-tuần dương của Hipper về phía Tây Nam. Vài phút trước đó, Scheer đã ra lệnh một cú đổi hướng đồng loạt 180° sang mạn phải, và Beatty mất dấu đối phương trong làn sương mù. Hai mươi phút sau, Scheer ra lệnh một cú đổi hướng 180° khác, đưa các con tàu Đức vào một hướng đi hội tụ để đối đầu với Hạm đội Grand, vốn đã đổi hướng về phía Nam. Điều này cho phép Hạm đội Grand cắt ngang chữ T lực lượng của Scheer và gây hư hại đáng kể cho các chiếc dẫn đầu. Scheer ra lệnh một cú đổi hướng 180° nữa lúc 19 giờ 13 phút trong một nỗ lực nhằm giải thoát Hạm đội Biển khơi khỏi cái bẫy mà sự cơ động của ông đã tạo ra.
Cú cơ động này đã thành công và phía Anh mất dấu các con tàu Đức cho đến 20 giờ 05 phút, khi Castor phát hiện khói ở hướng Tây Tây Bắc; mười phút sau nó tiếp cận, phát hiện nhiều tàu phóng lôi Đức và giao chiến cùng với chúng. Nghe thấy tiếng súng, Beatty ra lệnh cho các tàu dưới quyền quay mũi sang hướng Tây, và phát hiện các tàu chiến-tuần dương Đức chỉ cách có 8.500 thước Anh (7.800 m). Inflexible nổ súng lúc 20 giờ 20 phút, được nối tiếp hầu như ngay lập tức bởi các tàu chiến-tuần dương còn lại. New Zealand và Indomitable tập trung hỏa lực của chúng vào chiếc Seydlitz, bắn trúng nó năm lần trước khi nó đổi hướng về phía Tây tách ra khỏi trận chiến. Không lâu sau 20 giờ 30 phút, các thiết giáp hạm tiền-dreadnought thuộc Hải đội Chiến trận 2 dưới quyền Chuẩn Đô đốc Mauve bị phát hiện, và hỏa lực chuyển sang nhắm vào mục tiêu mới. Các tàu Đức chỉ nổ súng vài loạt đạn do tầm nhìn kém rồi quay mũi về phía Tây; các tàu chiến-tuần dương Anh bắn trúng đối thủ nhiều phát trước khi chúng biến mất vào làn sương mù lúc khoảng 20 giờ 40 phút. Sau đó Beatty chuyển hướng sang Nam Đông Nam và duy trì hướng đi này, dẫn trước cả Hạm đội Grand lẫn Hạm đội Biển khơi, cho đến 02 giờ 55 phút rạng sáng ngày 1 tháng 6 vào lúc có mệnh lệnh đổi hướng quay về nhà.

### Các hoạt động sau cùng
Australia gia nhập trở lại Hải đội Tàu chiến-Tuần dương 2 vào ngày 9 tháng 6 năm 1916 như là soái hạm của hải đội, nhưng không có hoạt động hải quân đáng kể nào khác dành cho những chiếc lớp Indefatigable ngoài nhiệm vụ tuần tra thường lệ, do mệnh lệnh của Kaiser Wilhelm II không cho phép các tàu chiến liều lĩnh ra khơi mà không nắm chắc chiến thắng. Australia bị tai nạn va chạm với tàu chiến-tuần dương Repulse vào ngày 12 tháng 12 năm 1917 và phải được sửa chữa trong suốt tháng tiếp theo; nó đã có mặt vào lúc chiếm giữ Hạm đội Biển khơi Đức tại Scapa Flow vào ngày 21 tháng 11 năm 1918. New Zealand được tái trang bị từ tháng 12 năm 1918 đến tháng 2 năm 1919 trước khi thực hiện chuyến đi đưa Đô đốc John Jellicoe đến Ấn Độ và các thuộc địa tự trị kéo dài một năm. Khi quay trở về, nó được đưa về lực lượng dự bị vào ngày 15 tháng 3 năm 1920; rồi được bán để tháo dỡ vào ngày 19 tháng 12 năm 1922. Australia lên đường đi Australia vào ngày 23 tháng 4 năm 1921, và trở thành soái hạm của Hải quân Hoàng gia Australia khi đến nơi. Tuân thủ những điều khoản của Hiệp ước Hải quân Washington, nó bị đánh đắm về phía Đông Sydney vào ngày 12 tháng 4 năm 1924.